# Земуник Горњи
Земуник Горњи је насељено мјесто у Равним Котарима, у сјеверној Далмацији. Припада општини Земуник Доњи у Задарској жупанији, Република Хрватска.

## Географија
Налази се 15 километара источно од града Задра.

## Историја
Турци су освојили Земуник у Кипарском рату 1570. године. Сењски ускоци су га освојили и запалили 1605, а са собом одвели 700 људи. Млечани су 1648. у Земунику населили избегло становништво из Жегара. Године 1682. избио је устанак народа против Хасан-бега Дуракбеговића, када су многи Турци побијени. Недуго затим почео је и Морејски рат (1683) у којем су Турци протерани из Далмације. Млечани су у Земунику дали поседе сердарској породици Смиљанића.
Земуник Горњи се од распада Југославије до августа 1995. године налазио у Републици Српској Крајини. Село је тешко страдало у хрватској војној операцији „Масленица”.

## Култура
У Земунику Горњем се налази римокатоличка црква Св. Јосипа Радника изграђена 1977. године.

## Становништво
Прије грађанског рата у Хрватској, Земуник Горњи је био национално мјешовито село; према попису из 1991. године, Земуник Горњи је имао 1.310 становника, од чега 815 Срба, 468 Хрвата и 27 осталих. Према попису становништва из 2001. године, Земуник Горњи је имао 387 становника. На попису становништва 2011. године, Земуник Горњи је имао 410 становника.
| Демографија | Демографија | Демографија |
| Година      | Становника  | Становника  |
| ----------- | ----------- | ----------- |
| 1961.       | 1.322       |             |
| 1971.       | 1.198       |             |
| 1981.       | 1.249       |             |
| 1991.       | 1.310       |             |
| 2001.       | 387         |             |
| 2011.       |             | 410         |

## Попис 1991.
На попису становништва 1991. године, насељено место Земуник Горњи је имало 1.310 становника, следећег националног састава:
| Попис 1991.‍   | Попис 1991.‍  | Попис 1991.‍ | Попис 1991.‍ | Попис 1991.‍ |
| ------------- | ------------ | ----------- | ----------- | ----------- |
|               |              |             |             |             |
| Срби          | Срби         |             | 815         | 62,21%      |
| Хрвати        | Хрвати       |             | 468         | 35,73%      |
| Грци          | Грци         |             | 1           | 0,07%       |
| неопредељени  | неопредељени |             | 3           | 0,22%       |
| непознато     | непознато    |             | 23          | 1,75%       |
| укупно: 1.310 |              |             |             |             |

## Презимена
- Банић — Православци, славе Св. Стефана Дечанског
- Бјелановић — Православци, славе Св. Јована
- Вукчевић — Православци, славе Св. Луку и Аранђеловдан
- Драча — Православци, славе Св. Стефана
- Ерцег — Православци, славе Св. Луку
- Јавор — Православци, славе Св. Николу
- Ковачевић — Православци, славе Св. Стефана Дечанског
- Кукавица — Православци, славе Св. Стефана
- Маричић — Православци, славе Св. Јована
- Пуцар — Православци, славе Св. Јована
- Рајчевић — Православци, славе Св. Николу
- Рељић — Православци, славе Св. Стефана
- Суботић — Православци, славе Св. апостола и јеванђелисту Марка
- Чово — Православци, славе Ђурђевдан
- Швељо — Православци, славе Св. Николу

## Познате личности
- Иван Пренђа (1939―2010), римокатолички надбискуп